# Dolichopeza (Nesopeza) aquila
Dolichopeza (Nesopeza) aquila is een tweevleugelige uit de familie langpootmuggen (Tipulidae). De soort komt voor in het Oriëntaals gebied.